# Hoburgskalksten

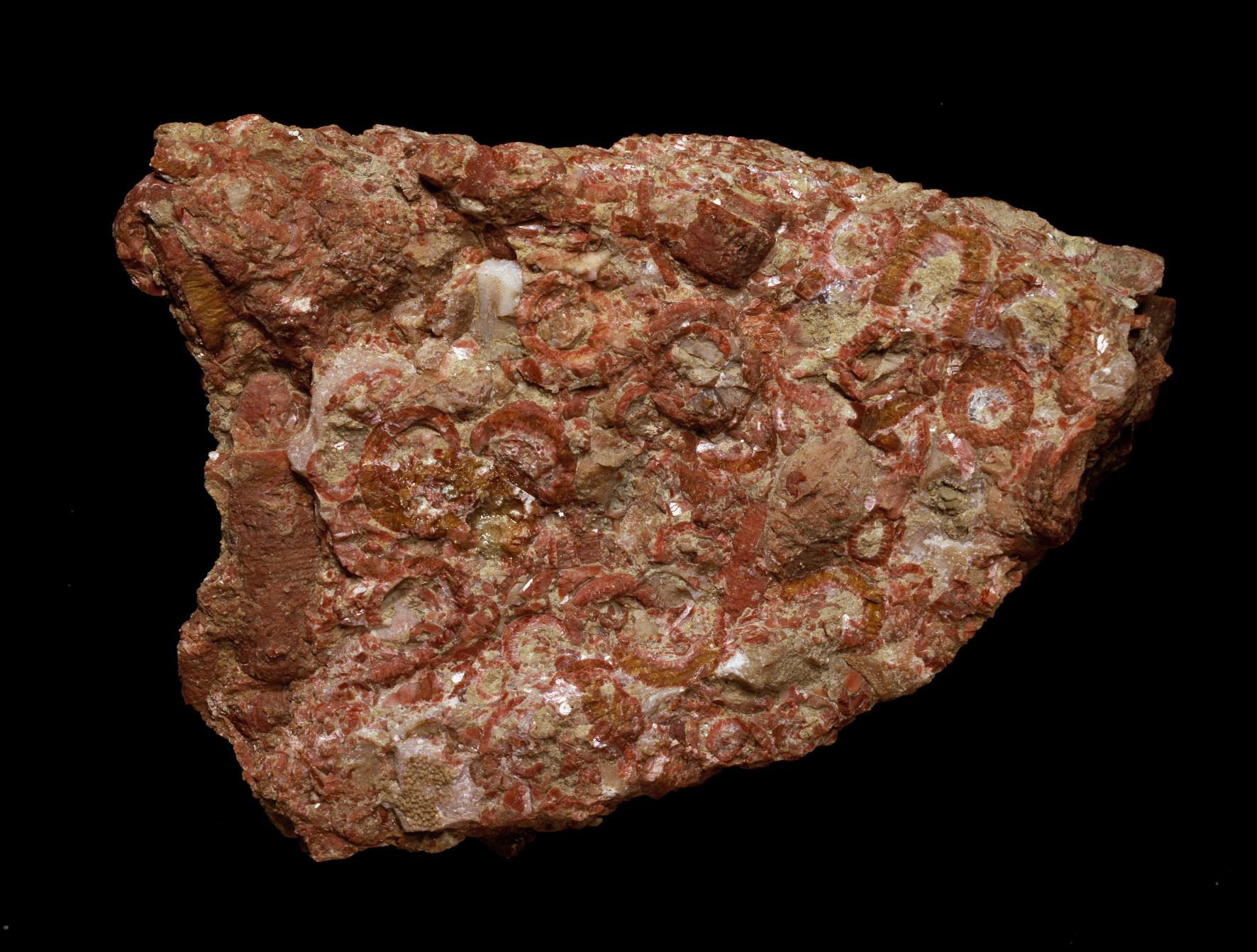
Hoburgskalksten

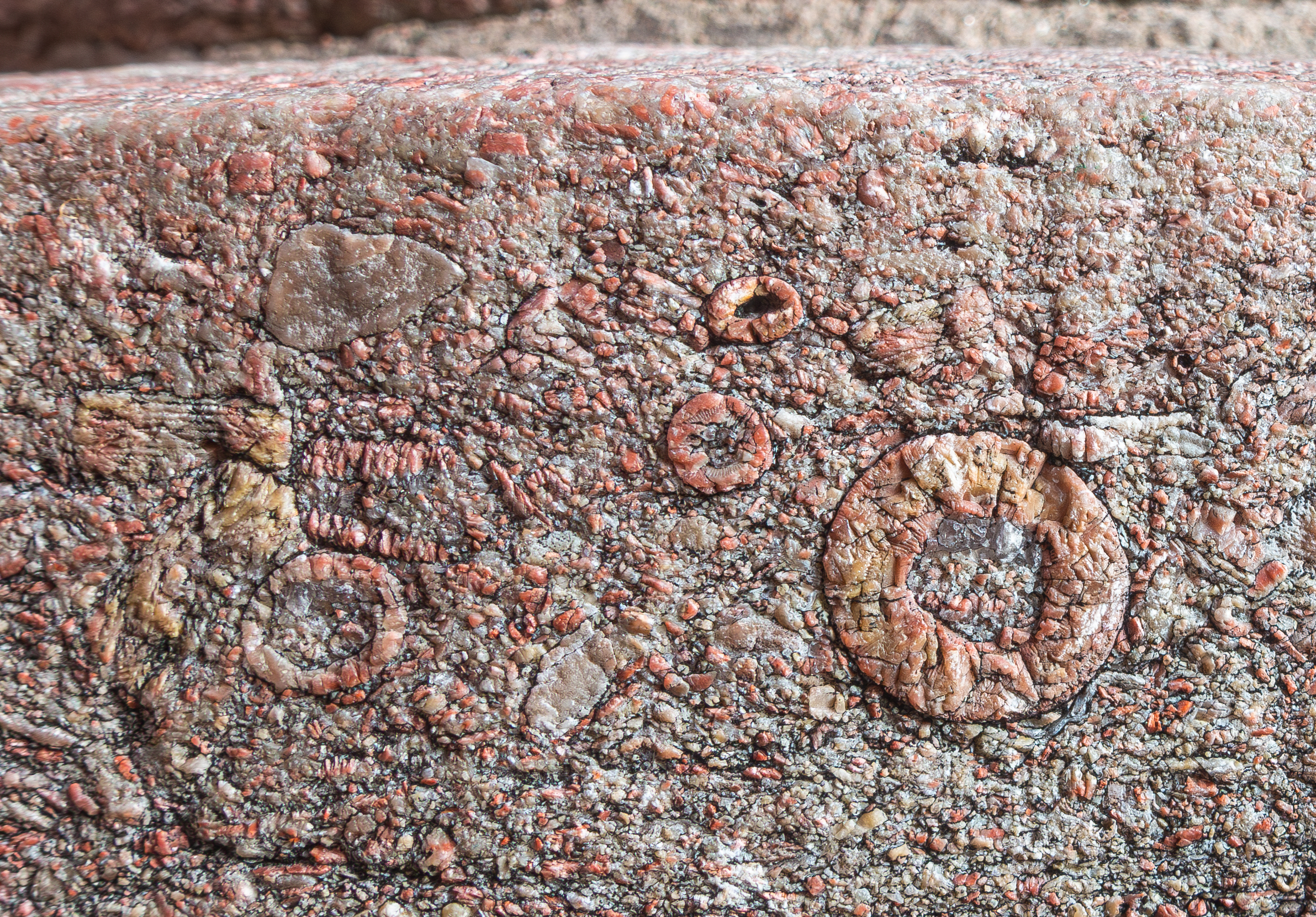
Hoburgskalksten är använd bland annat i fasaden till Konstakademiens hus i Stockholm. Här med fossil av sjöliljor (krinoider).

Hoburgkalksten (även Gotlandskalksten) är en rosa, rödaktig silurisk kalksten som finns vid klippartit Hoburgen på södra Gotland. Vanligtvis är kalkstenar porösa men denna sort är så tät att den kan poleras, den kallas därför ibland för Hoburgsmarmor. Den är dock inte att betrakta som en riktig marmor eftersom denna sten, till skillnad från marmor är full med fossiler. (Marmor är en omkristalliserad kalksten, en metamorf bergart). Kalkstenars består huvudsakligen av mineralet kalcit, CaCO3.
Hoburgskalksten är Gotlands landskapssten.